# Pacuvio Antistio Labeone
Pacuvio Antistio Labeone Labeone (in latino Pacuvius Antistius Labeo; ... – 42 a.C.) è stato un giurista e politico romano e cesaricida.

## Biografia
Fu uno dei discepoli di Servio Sulpicio Rufo, che secondo Sesto Pomponio scrisse libri che furono rielaborati da Aufidio Namusa. Aulo Gellio lo menzionò come destinatario di una lettera di Sinnio Capitone riguardo ad una discussione di grammatica.
Viene ricordato principalmente per aver partecipato alla cospirazione di Bruto per assassinare Gaio Giulio Cesare. Probabilmente a quel tempo era un senatore, ma la sua carriera fino a quel momento non è documentata. Fu uno dei più entusiasti tra i cospiratori e prese parte attiva nel processo di reclutamento. Era presente alla battaglia di Filippi dalla parte di Bruto. Dopo la sconfitta, non volle sopravvivere a Bruto, che, gli fu detto, aveva pronunciato il suo nome con un sospiro prima di morire. Dopo aver scavato nella sua tenda una buca lunga quanto il suo corpo, sistemò i suoi affari e inviò messaggi a sua moglie e ai suoi figli. Poi, presa la mano del suo schiavo più fedele, lo fece voltare (come era consuetudine nella cerimonia di affrancamento), e, consegnandogli la sua spada, si presentò alla sua gola per essere pugnalato, e fu sepolto nella sua tenda, nella buca che aveva scavato.
Suo figlio fu l'eminente giurista Marco Antistio Labeone, vissuto sotto l'imperatore Augusto.